# Bled
Bled (Duits: Veldes; Italiaans: Bleda) is een stad in Slovenië met ruim 11.000 inwoners, gelegen in de streek Gorenjska tussen de Karawanken en de Julische Alpen. Een dichtbijzijnde plaats is Jesenice.

## Geschiedenis
Het gebied waar Bled zich bevindt wordt al bewoond sinds het mesolithicum. Het kasteel van Bled werd voor het eerst vermeld in een tekst gedateerd 10 april 1004 als Ueldes (Veldes) in de mark Carniola, toen het door keizer Hendrik II werd geschonken aan bisschop Albuin I van Brixen. Samen met Carniola ging Bled over naar Rudolf van Habsburg nadat hij Ottokar II van Bohemen had verslagen bij de slag van Dürnkrut in 1278. Vanaf 1364 werd Bled onderdeel van het hertogdom Carniola en later van de Illyrische Provincies tussen 1809 en 1816 onder Napoleon.
Vanaf de 19e eeuw werden de thermale bronnen ontdekt door de Zwitserse arts Arnold Rikli.
Na het uiteenvallen van Oostenrijk-Hongarije in 1918 werd Slovenië onderdeel van het koninkrijk Joegoslavië en werd Bled de zomerresidentie van het huis Karađorđević. Tijdens de Tweede Wereldoorlog (voor Joegoslavië: 1941-1945) was dit deel van Slovenië onder de naam Oberkrainburg geannexeerd door nazi-Duitsland en heette de stad opnieuw Veldes. President Tito van de na de oorlog ontstane Socialistische Federale Republiek Joegoslavië liet hier zijn "zomerpaleis" bouwen.
Bled werd in 1996 een onafhankelijke gemeente. In 2000 werd er de “IEDC-Bled School of Management” gehuisvest.

## Toerisme
Toerisme is een belangrijke bron van inkomsten voor de stad; vooral het Meer van Bled trekt vele bezoekers. Bezienswaardig zijn de wandelpromenade en het park. Winkelen kan men in het amfitheaterachtige Triglav winkelcentrum uit 1995. Verder is er de Sint Martinuskerk en het genoemde kasteel van Bled met een museum. In Bled is een outdoorcentrum. De Bled Golf Club dateert uit 1937, en is in 1972 gerenoveerd door Donald Harradine.
Bled is vanuit Oostenrijk per auto bereikbaar via de Karawankentunnel richting Jesenice. In Jesenice is een internationaal spoorstation met verbindingen naar onder meer Oostenrijk. Bled Jezero is het treinstation in Bled zelf; hier stopt de stoomtrein naar Nova Gorica.
Nabij de stad ligt het Triglav Nationaal Park. Dit natuurgebied omvat vele kloven met snelstromende rivieren. De Vintgarkloof bij Gorje ligt relatief dicht bij Bled. In 1891 werd deze kloof ontdekt door de Majoor van Gorje, Jakob Žumer, en carto –en fotograaf Benedikt Lergetporer. Het water afkomstig van de rivier de Radovna stroomt tussen twee verticale rotsheuvels Hom en Bort en is circa 2 km lang. Op het einde van deze lange kloof ligt de 16 meter hoge waterval Šum. Het Pokljuka plateau op 1100 tot 1400 meter hoogte ligt ten westen van het meer van Bled. Hier is ook de 2 km lange kloof Pokljuška soteska met een waterval. In Bled is een informatiecentrum betreffende het nationaal park.

## Afbeeldingen

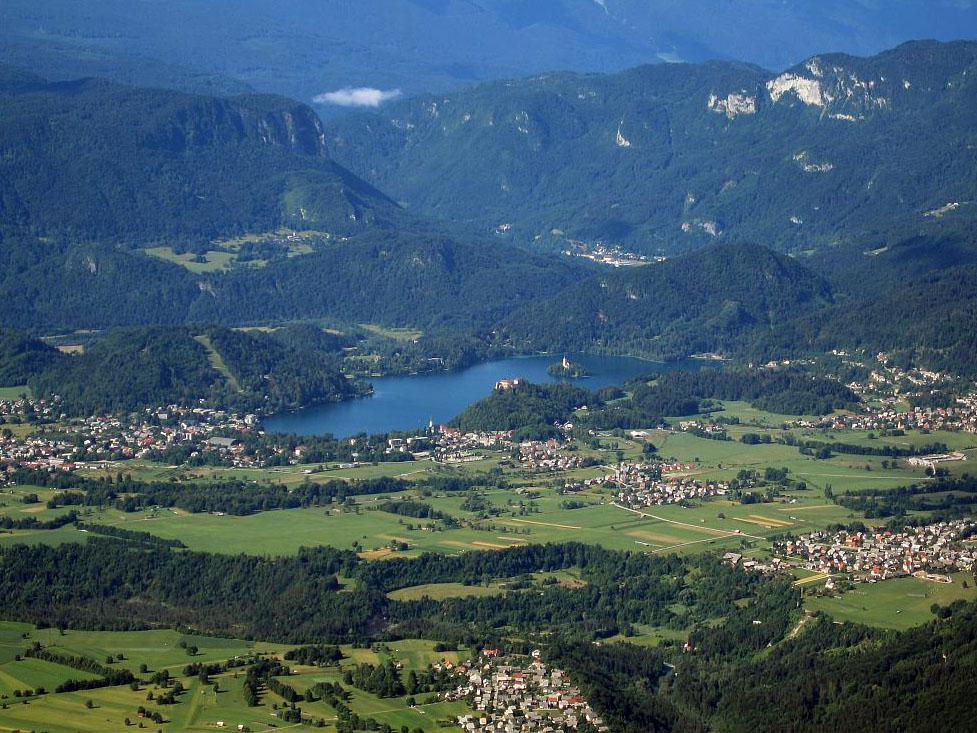
het Meer van Bled (2005)
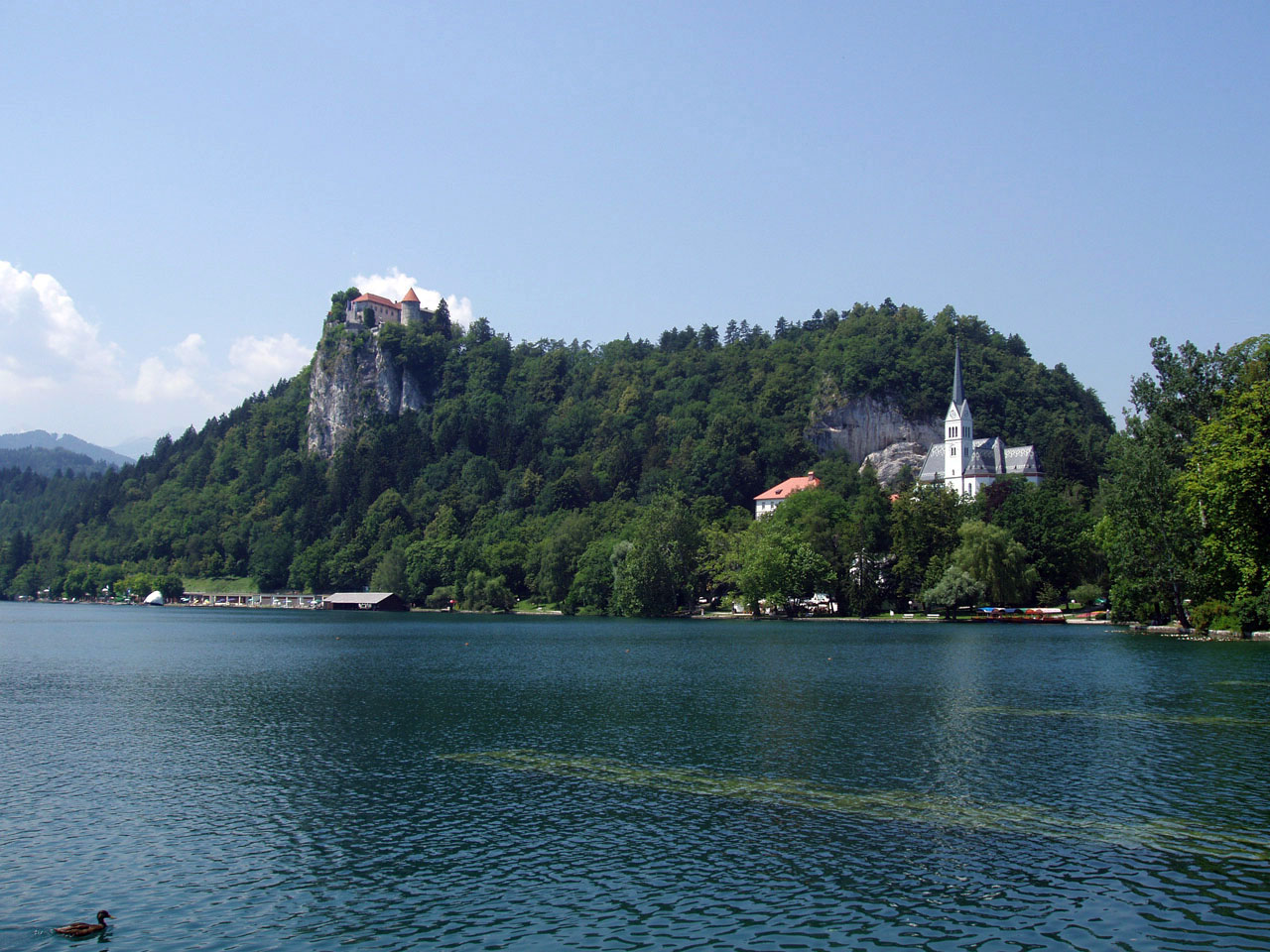
het kasteel van Bled

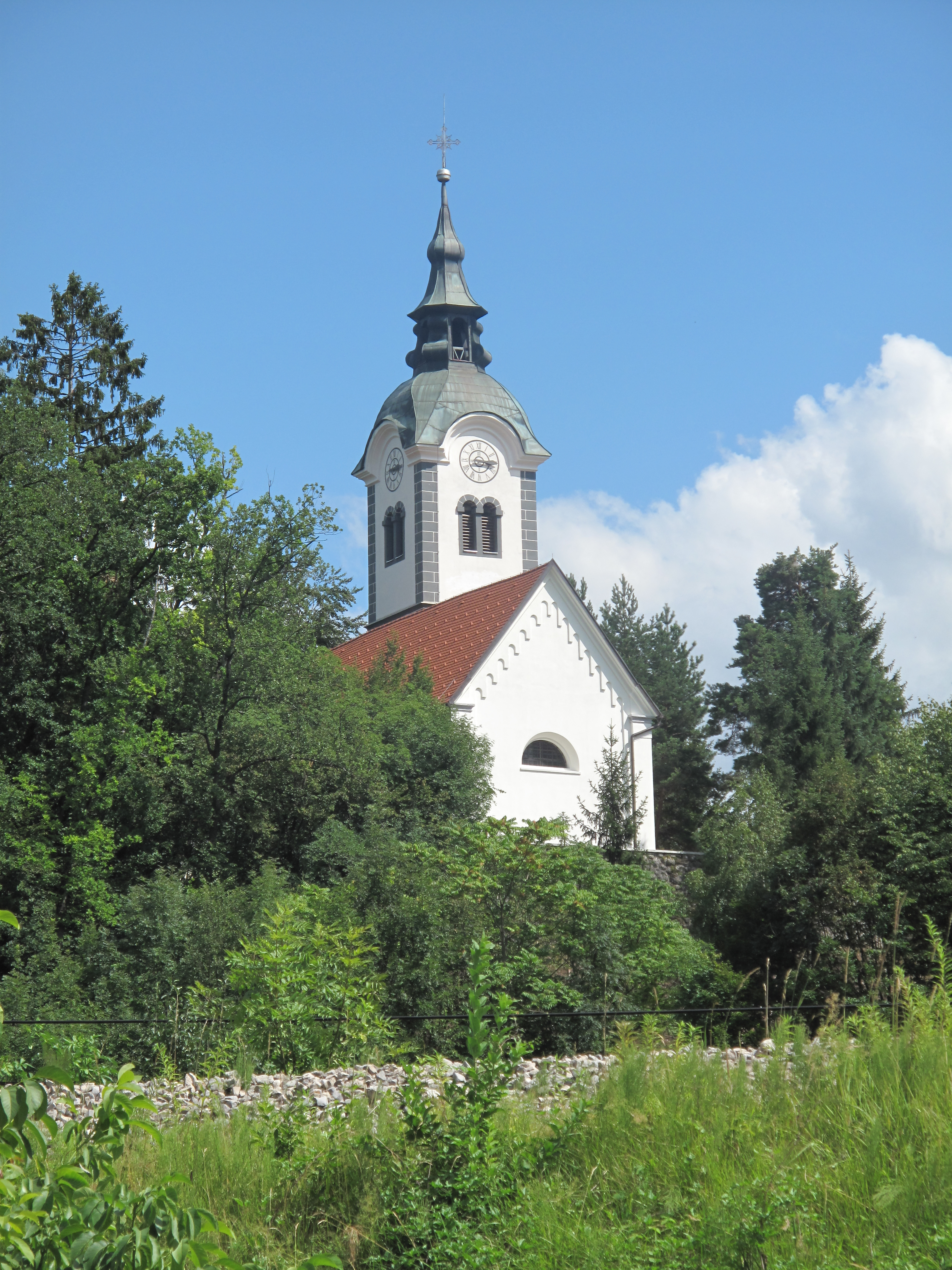
Bled, kerk aan de buitenkant van de stad
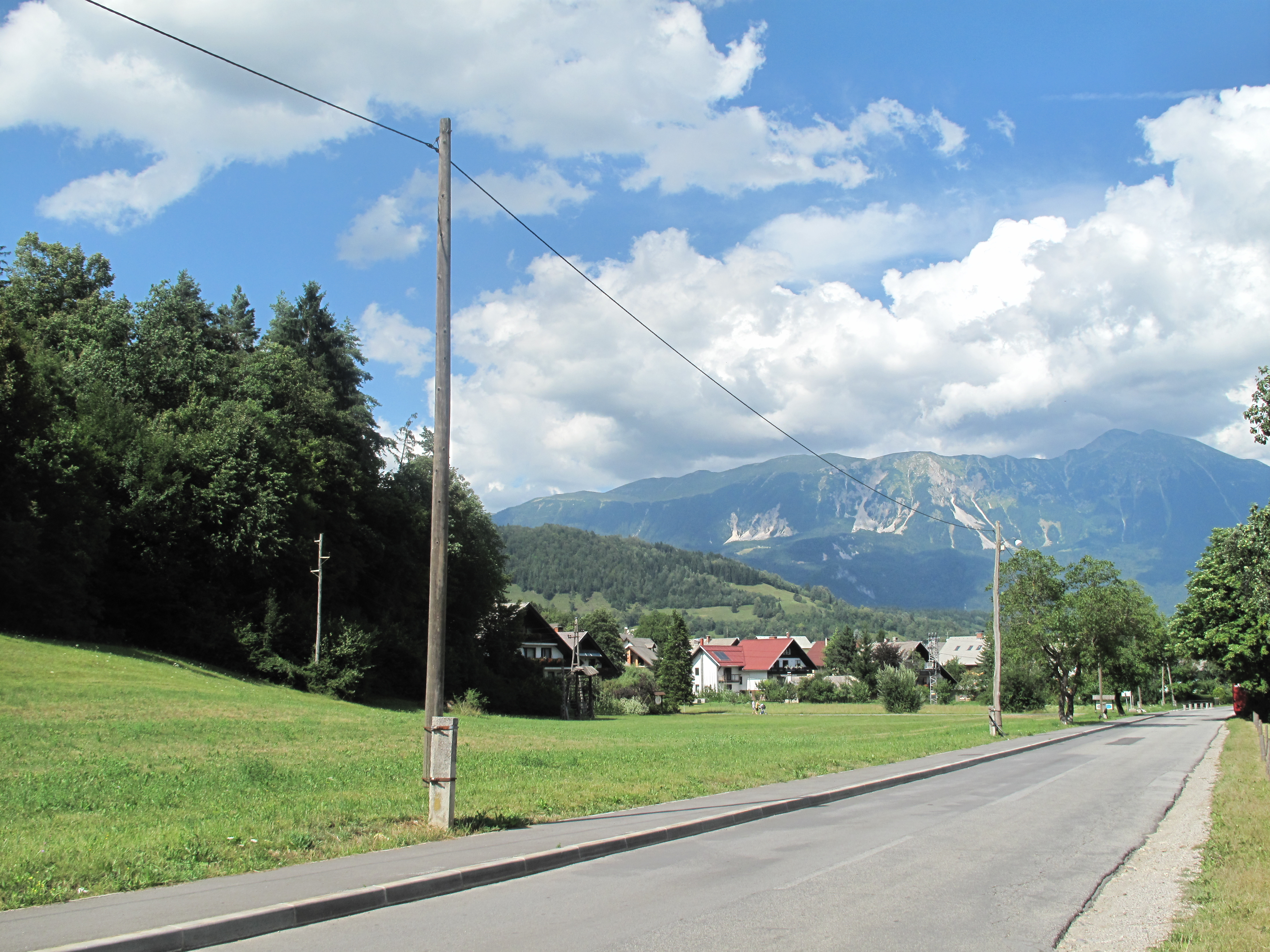
Bled, straatzicht aan de buitenkant van de stad
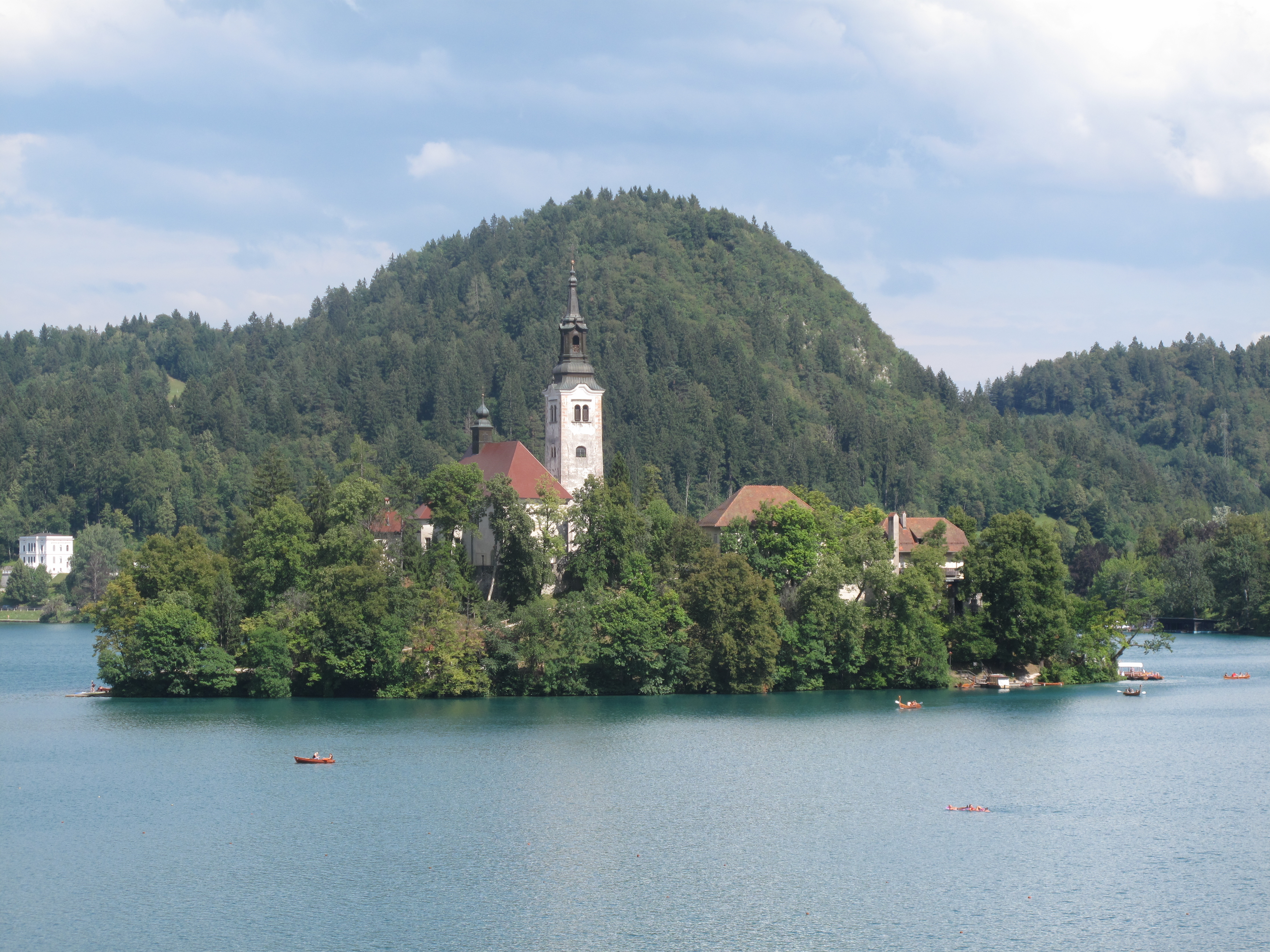
Bled, kerk: Marienkirche
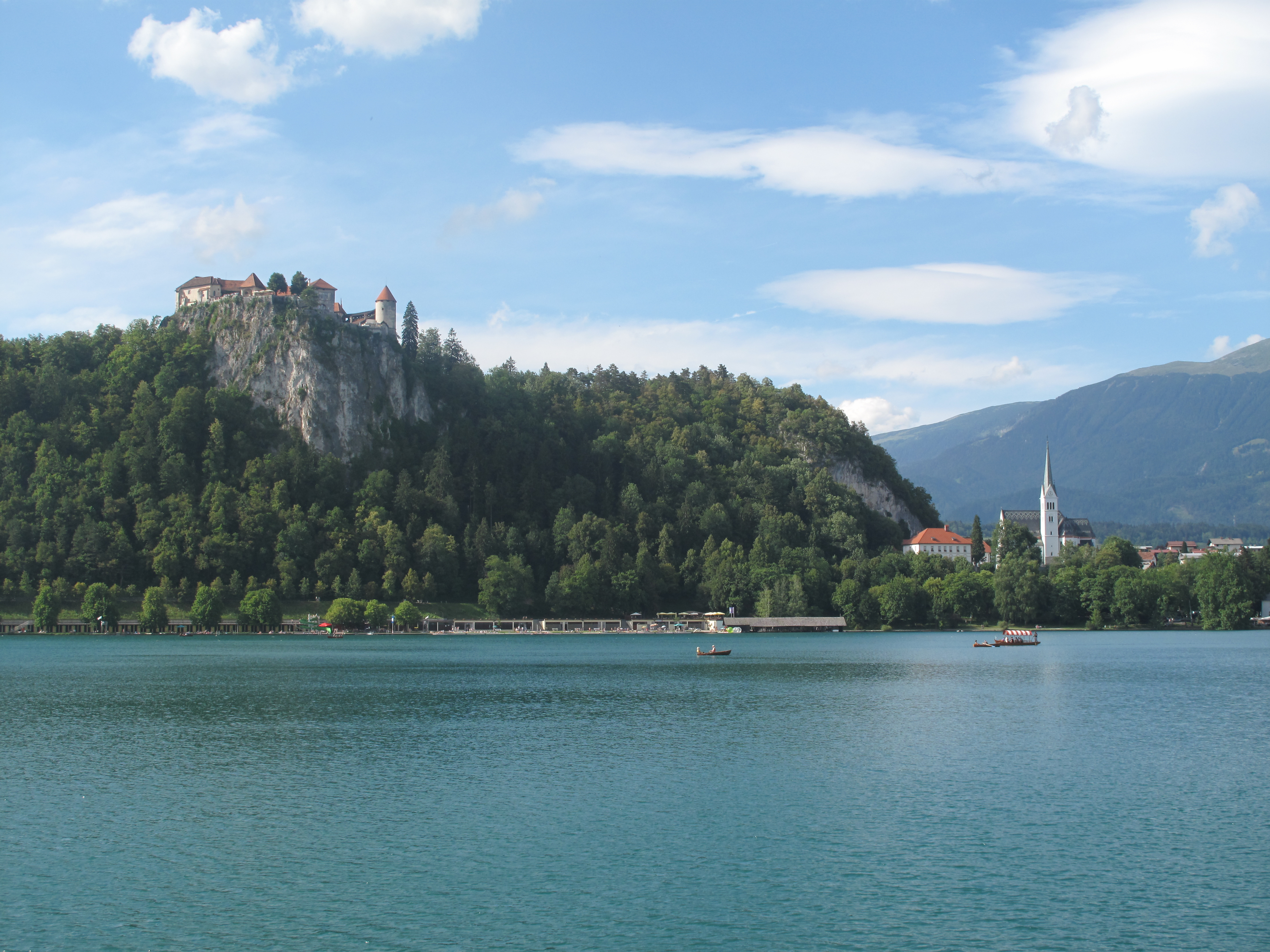
Bled, kasteel Bled en kerk in de stad

## Plaatsen in de gemeente
Bled, Bodešče, Bohinjska Bela, Koritno, Kupljenik, Obrne, Ribno, Selo pri Bledu, Slamniki, Zasip